# 谢红胜
谢红胜（？—？），男，陕西延长人，中华人民共和国政治人物，曾任中华人民共和国轻工业部、纺织工业部副部长。